# Vierville (Mancha)
Vierville era una comuna francesa que estaba situada en el departamento de Mancha, de la región de Normandía que el 1 de enero de 2017 pasó a formar parte de la comuna nueva de Carentan-les-Marais como comuna delegada.

## Demografía
| Gráfica de evolución demográfica de Vierville entre 1800 y 2021 |
|                                                                 |

Los datos demográficos contemplados en este gráfico de la comuna de Vierville se han cogido de 1800 a 1999 de la página francesa EHESS/Cassini, y los demás datos de la página del INSEE.